# Grand Prix of Donetsk
Il Grand Prix of Donetsk (in ucraino Гран-При Донецка?; Gran-Pri Donecka) era una corsa in linea di ciclismo su strada disputata nell'Oblast' di Donec'k, in Ucraina. Dal 2009 al 2013 fece parte del circuito UCI Europe Tour come gara di classe 1.2. Dal 2014 non è stata più disputata a causa degli eventi riconducibili alla crisi della Crimea del 2014 e alla successiva guerra dell'Ucraina orientale.

## Albo d'oro
Aggiornato all'edizione 2013.
| Anno | Vincitore          | Secondo            | Terzo            |
| ---- | ------------------ | ------------------ | ---------------- |
| 2008 | Denys Kostjuk      | Jurij Aharkov      | Dmytro Krivcov   |
| 2009 | Mart Ojavee        | Sergej Kolesnikov  | Volodymyr Rybin  |
| 2010 | Vitalij Popkov     | Dmitrij Puzanov    | Adriano Angeloni |
| 2011 | Jurij Agarkov      | Mychajlo Kononenko | Dmitrij Kosjakov |
| 2012 | Il'nur Zakarin     | Volodymyr Gomenyuk | Dmitrij Kosjakov |
| 2013 | Anatolij Pachtusov | Mychajlo Kononenko | Maksim Pokidov   |